# Ramón Azón Romá
Ramón Azón Romá (Barcelona, 1913. május 1. – 1984. január 14.) spanyol nemzetközi labdarúgó-játékvezető.

## Pályafutása

### Nemzeti játékvezetés
1943-ban lett az I. Liga játékvezetője. A nemzeti játékvezetéstől 1960-ban vonult vissza. Első ligás mérkőzéseinek száma: 152.

### Nemzetközi játékvezetés
A Spanyol labdarúgó-szövetség Játékvezető Bizottsága (JB) terjesztette fel nemzetközi játékvezetőnek, a Nemzetközi Labdarúgó-szövetség (FIFA) 1949-től tartotta nyilván bírói keretében. A FIFA JB központi nyelvei közül a spanyolt beszélte. Több nemzetek közötti válogatott és klubmérkőzést vezetett, vagy működő társának partbíróként segített. A spanyol nemzetközi játékvezetők rangsorában, a világbajnokság-Európa-bajnokság sorrendjében többedmagával a 26. helyet foglalja el 1 találkozó szolgálatával. Az aktív nemzetközi játékvezetéstől 1950-ben búcsúzott. Válogatott mérkőzéseinek száma: 2.

#### Labdarúgó-világbajnokság
A világbajnoki döntőhöz vezető úton Brazíliába a IV., az 1950-es labdarúgó-világbajnokságra a FIFA JB játékvezetőként alkalmazta. A FIFA JB elvárásának megfelelően, ha nem vezetett, akkor valamelyik működő társának segített partbíróként. Egy csoportmérkőzésre első számú partbíróként küldték. Az első számú partbíró egyik feladata, hogy a játékvezető sérülése esetén átvegye a játék irányítását. Világbajnokságon vezetett mérkőzéseinek száma: 1 + 1 (partbíró).

##### 1950-es labdarúgó-világbajnokság

###### Világbajnoki mérkőzés
| Időpont          | Helyszín                    | Mérkőzés típusa              | Mérkőzés       | Eredmény | Nézők száma |
| ---------------- | --------------------------- | ---------------------------- | -------------- | -------- | ----------- |
| 1950. június 28. | Pacaembu Stadion, São Paulo | csoportmérkőzés (A. csoport) | Brazília–Svájc | 2 : 2    | 42 000      |